# Yibatou Sanni

Sanni Yibatou  est une femme politique béninoise.

## Biographie
Sanni Yibatou est députée de la 5e législature du Bénin, elle est du  Parti du renouveau démocratique (PRD),.